# Fidzsi berkiposzáta
A Fidzsi berkiposzáta (Horornis ruficapilla) a verébalakúak (Passeriformes) rendjébe, ezen belül a berkiposzátafélék (Cettiidae) családba tartozó faj.

## Rendszerezése
A fajt Edward Pierson Ramsay ausztráliai ornitológus írta le 1876-ban, a Vitia nembe Vitia ruficapilla néven. Sorolják a Cettia nembe is Cettia ruficapilla néven.

## Alfajai
- Horornis ruficapilla castaneoptera (Mayr, 1935) – Vanua Levu (észak-Fidzsi-szigetek);
- Horornis ruficapilla funebris (Mayr, 1935) – Taveuni (északkelet-Fidzsi-szigetek);
- Horornis ruficapilla badiceps (Finsch, 1876) – Viti Levu (közép-Fidzsi-szigetek);
- Horornis ruficapilla ruficapilla (E. P. Ramsay, 1876) – Kadavu (dél-Fidzsi-szigetek).

## Előfordulása
A Csendes-óceán déli részén, a Fidzsi-szigetek területén honos. Természetes élőhelyei a szubtrópusi vagy trópusi síkvidéki esőerdők. Állandó, nem vonul faj.

## Megjelenése
Testhossza 12-13 centiméter, testtömege 12,7 gramm.

## Életmódja
Gerinctelenekkel táplálkozik.

## Természetvédelmi helyzete
Az elterjedési területe nem nagy, egyedszáma csökkenő, de még nem érte el a kritikus szintet. A Természetvédelmi Világszövetség Vörös listáján nem veszélyeztetett fajként szerepel.

## Külső hivatkozások
- Képek az interneten a fajról
- Xeno-canto.org